# La lectora (Fragonard)
La lectora o Joven leyendo es un óleo sobre lienzo de Jean-Honoré Fragonard de alrededor de 1770. Representa a una jovencita no identificada sentada de perfil en una esquina, con un teatral vestido amarillo limón, de cuello con gorguera y puños blancos y lazos morados, leyendo un pequeño libro que sostiene en la mano derecha. La pintura se conserva en la Galería Nacional de Arte de Washington D. C.

## Contexto
Jean-Honoré Fragonard tuvo una larga trayectoria. Tras ganar el Premio de Roma en 1753 con la pintura titulada Jeroboam sacrificando a los ídolos, se convirtió en uno de los más destacados pintores del rococó, que empleaba colores claros, patrones asimétricos, curvas y formas naturales. El estilo rococó surgió en París a principios del siglo XVIII, más precisamente durante el reinado de Luis XV, cuando la alta sociedad francesa experimentó una nueva libertad social e intelectual. Petra ten Doesschate-Chu afirma: "Los aristócratas y la burguesía adinerada se centraban en el juego y el placer. La gracia y el ingenio se valoraban en las interacciones sociales. Una nueva curiosidad intelectual dio lugar a un sano escepticismo hacia las verdades bien conocidas». Fragonard se sintió especialmente atraído por la vida lúdica y los amores de la juventud aristocrática de su tiempo.

## Historia
La pintura no es una obra académica terminada y probablemente pasó por varios coleccionistas y marchantes en Francia. Perteneció al cirujano Théodore Tuffier. Llegó a Estados Unidos antes de 1930, como parte de la colección neoyorquina de Alfred W. Erickson, fundador de la agencia de publicidad McCann Erickson. Su esposa, Anna Edith McCann Erickson, la heredó en 1936.
La pintura fue adquirida por la Galería Nacional de Arte en 1961 tras la muerte de Anna Edith McCann Erickson con fondos donados por Ailsa Mellon Bruce, la hija de Andrew Mellon, después de la muerte y en memoria de su padre. Ailsa Mellon Bruce fue una conocida socialité de Manhattan, que ganó reconocimiento en el mundo del arte a través de las muchas donaciones generosas que hizo a varios museos y programas de arte.

## Descripción

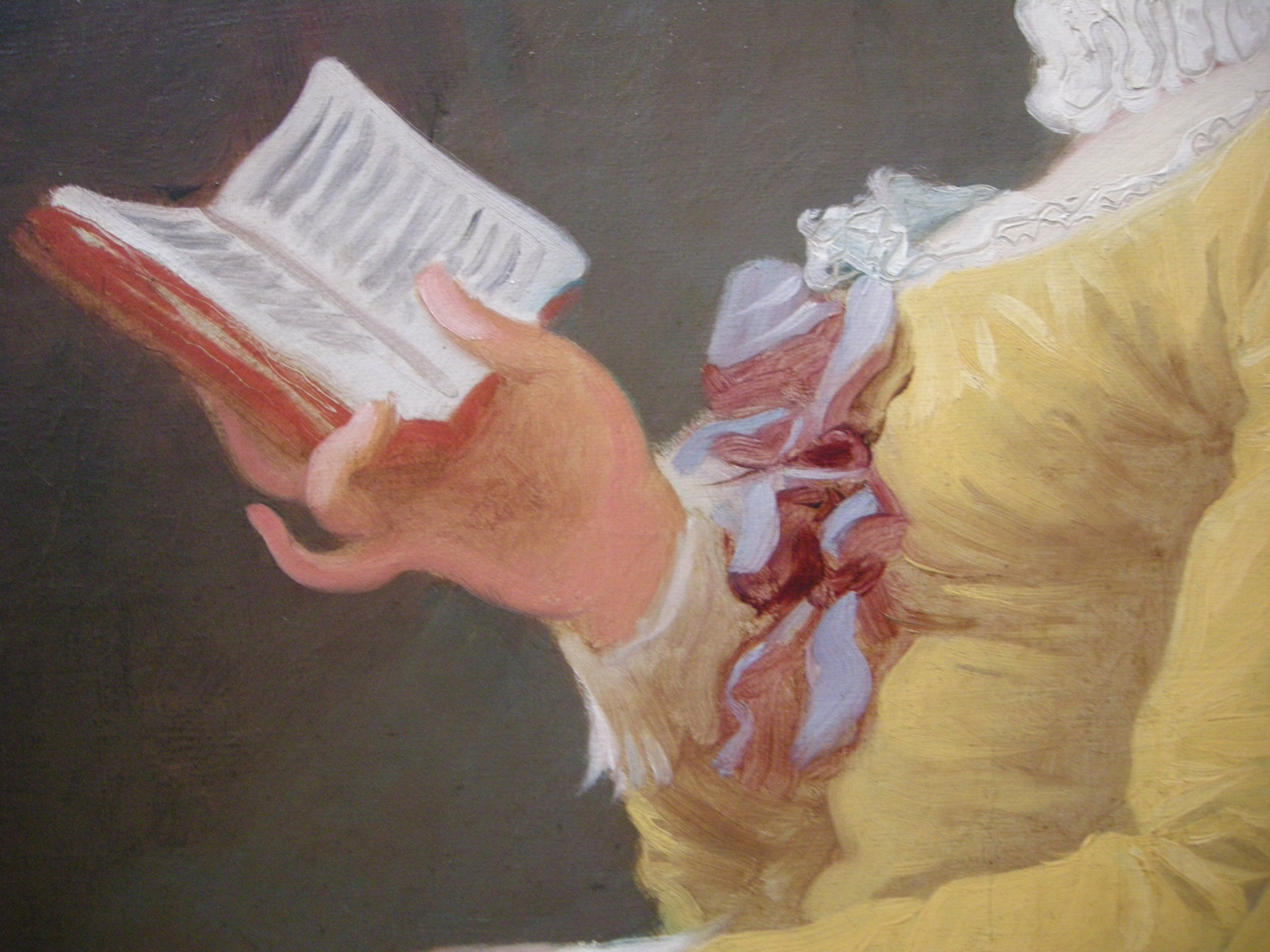
Detalle.

La obra representa a una joven absorta en la lectura, con un pequeño libro con los cantos de las hojas rojos, en la mano derecha, mientras que la otra está apoyada en el reposabrazos de un banco. Comparada con otras pinturas de Fragonard, esta es más serena. Es una escena de erudición de una joven. La postura afectada de su mano y su espalda (muy erguida a pesar del gran cojín) demuestra que ha recibido una educación en materia de decoro.

## Análisis
En La lectora, el color ayuda a transmitir emociones y estados de ánimo. Fragonard utiliza una paleta de colores típicamente rococó, con tonos suaves y delicados y matices dorados. El tono púrpura del gran cojín, las paredes y el reposabrazos de tonos más oscuros, y la piel sonrosada y el vestido amarillo brillante de la protagonista contribuyen a crear la ilusión de calidez y alegría, así como una sensación de sensualidad. Estos colores brillantes presentan un fuerte contraste con el fondo oscuro y ayudan al espectador a centrarse en las curvas y contornos de la figura femenina. La textura se crea mediante las pinceladas sueltas, pero enérgicas y gestuales del artista, como en los volantes del vestido de la joven. Esto ayuda a crear profundidad y contraste entre los diferentes elementos de la obra. Por ejemplo, las paredes, el vestido y el reposabrazos presentan diferentes texturas creadas por distintos tipos de pinceladas. Esta técnica destaca por la variedad de toques, lo que la convierte en un buen ejemplo de la pincelada rápida y vigorosa desarrollada por Fragonard, a veces descrita como "esgrima" por sus contemporáneos.

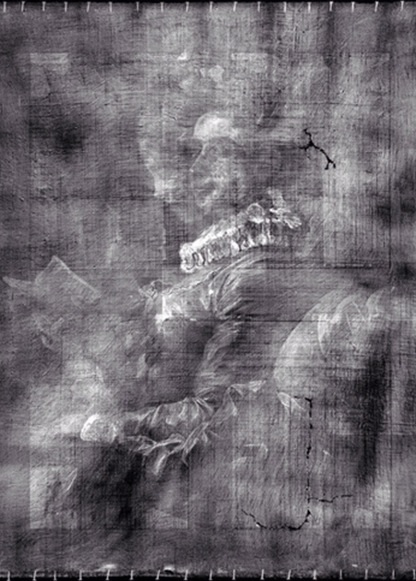
Radiografía del cuadro mostrando la pose original.

La obra es más una pintura de género que representa una escena de la vida cotidiana que un retrato; se desconoce la identidad de la modelo. La radiografía ha revelado que el lienzo representaba originalmente una cabeza diferente que miraba al espectador, sobre la que Fragonard pintó modificándola.
La lectora pertenece a una serie de pinturas de Fragonard, ejecutadas rápidamente, conocidas como "figuras de fantasía».